# Longsdon
Longsdon es una parroquia civil y un pueblo del distrito de Staffordshire Moorlands, en el condado de Staffordshire (Inglaterra).

## Geografía
Según la Oficina Nacional de Estadística británica, Longsdon tiene una superficie de 8,6 km².

## Demografía
Según el censo de 2001, Longsdon tenía 532 habitantes (49,62% varones, 50,38% mujeres) y una densidad de población de 61,86 hab/km². El 13,91% eran menores de 16 años, el 80,08% tenían entre 16 y 74, y el 6,02% eran mayores de 74. La media de edad era de 44,88 años. Del total de habitantes con 16 o más años, el 20,52% estaban solteros, el 69,21% casados, y el 10,26% divorciados o viudos.
El 97,57% de los habitantes eran originarios del Reino Unido. El resto de países europeos englobaban al 1,12% de la población, mientras que el 1,31% había nacido en cualquier otro lugar. Según su grupo étnico, el 98,31% eran blancos, el 1,12% asiáticos y el 0,56% de cualquier otro salvo mestizos, negros y chinos. El cristianismo era profesado por el 80,08%, el hinduismo por el 0,56% y el sijismo por el 0,75%. El 11,84% no eran religiosos y el 6,77% no marcaron ninguna opción en el censo.
Había 221 hogares con residentes y 13 vacíos.